# Tokushima

Mapa da Prefeitura de Tokushima, com a capital em destaque

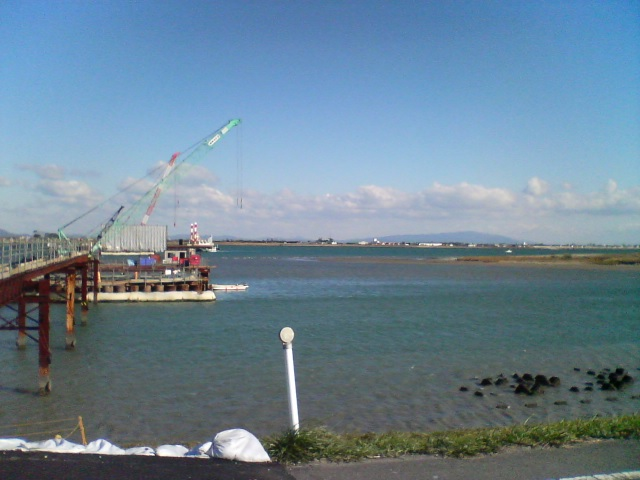
Paisagem de Tokushima

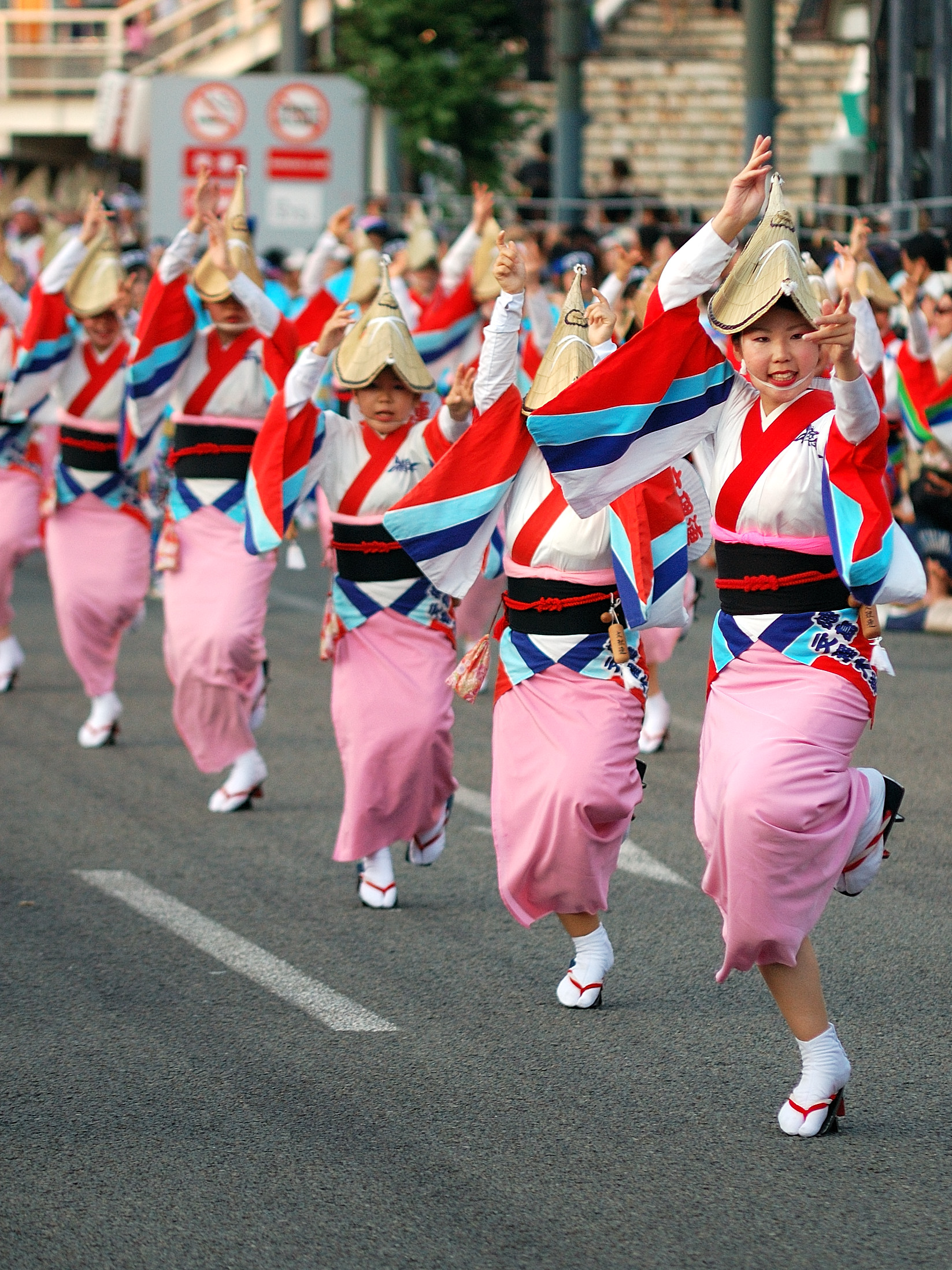
Festival Awa Odori

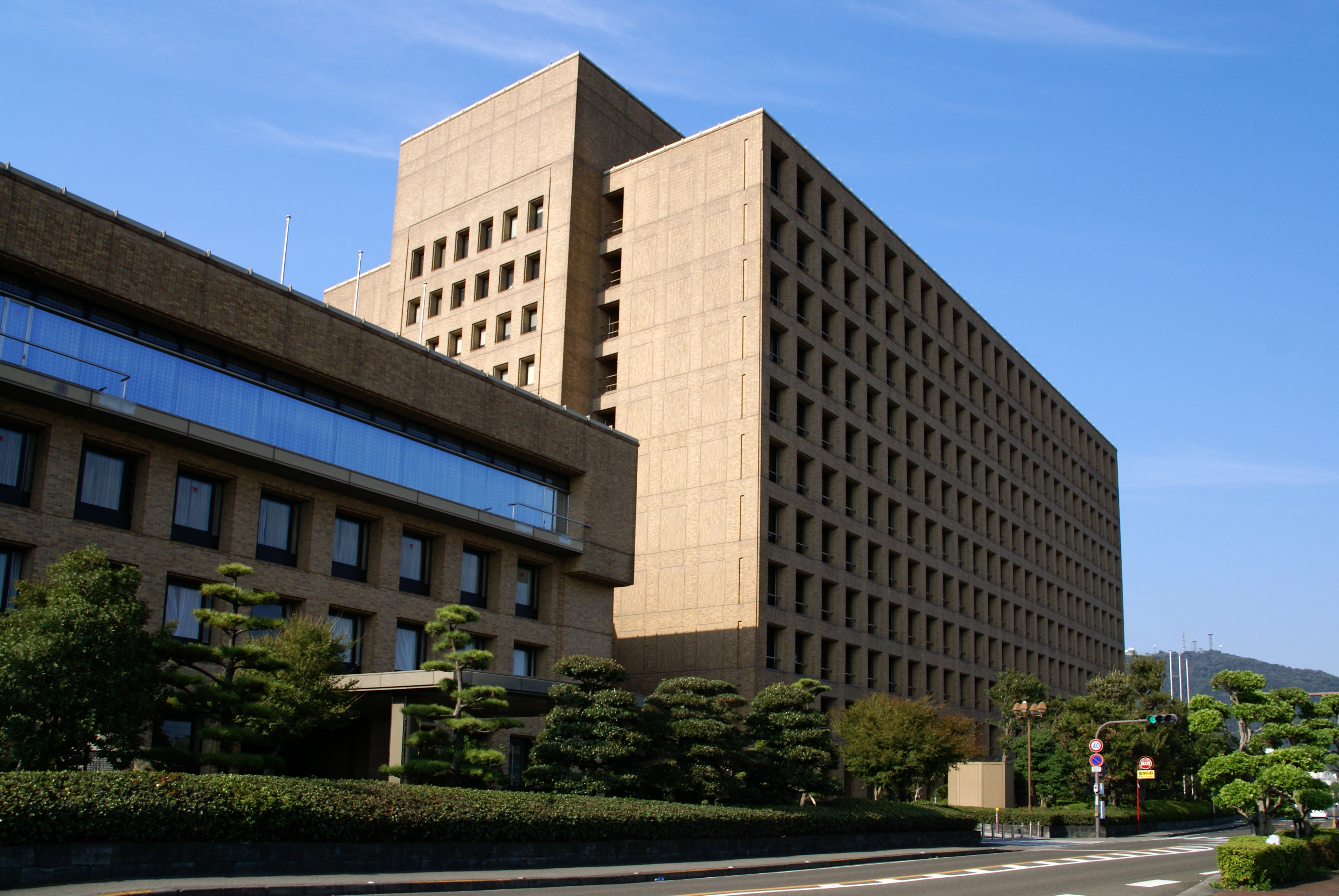
Prédio da Prefeitura de Tokushima

Tokushima (prefeitura) (徳島県, Tokushima-ken) é uma prefeitura do Japão localizada na ilha de Shikoku. A capital é a cidade de Tokushima.

## História
Até a Restauração Meiji, a província de Tokushima era conhecida como Província de Awa.

### As províncias de Tokushima e Myodo
Há muito tempo a cidade de Tokushima pertencia a região conhecida como Myodo-gun. Mas com a primeira onda de consolidação política seguida da abolição do sistema feudal e a constituição de províncias, em 1871, passou a se chamar Província de Myodo. Na época, incluía não só a região de Awa ao sul, mas também a região de Awaji e a Ilha de Awaji. Em 1873, também incorporou a região de fronteira ocupada hoje pela província de Kagawa.
Entretanto, com a segunda onda de consolidação política, em 5 de setembro de 1875, a região de Sanuki separou-se para formar a província de Kagawa, que existe atualmente. Então, em 21 de agosto de 1876, a Ilha de Awaji se separou para se juntar à província de Hyogo enquanto a região de Awa se separou para formar a província de Kochi.
Após isso, em 2 de março de 1880, a província de Myodo se separou da província de Kochi e foi inaugurada a província de Tokushima.

## Geografia
As montanhas de Sanuki cortam a região norte de Tokushima.

### Cidades
Em negrito, a capital da prefeitura.
- Anan
- Awa
- Komatsushima
- Mima
- Naruto
- Tokushima
- Yoshinogawa

### Distritos
- Distrito de Itano
- Distrito de Kaifu
- Distrito de Katsura
- Distrito de Mima
- Distrito de Miyoshi
- Distrito de Myodo
- Distrito de Myozai
- Distrito de Naka

## Economia
A economia de Tokushima depende da agricultura, indústria madeireira e pesca. A percentagem de trabalhores na agricultura e produtividade é a segunda maior em Shikoku, atrás apenas de Kochi. Campos de arroz ocupam a região baixa do rio Yoshino e as pequenas e estreitas planícies ao longo da costa. A maior parte da terra restante é usada no plantio de vegetais e flores. A província é a maior fornecedora de couve-flor e raiz de lótus, e a quarta maior produtora de cenoura. O indigo japonês somente é produzida aqui. 
Nos distritos de Tokushima e Naruto está ocorrendo um processo de desenvolvimento industrial. Esse crescimento deve acelerar assim que Shikoku ganhar acesso ao Distrito Industrial de Hanshin através da nova ponte do Canal de Akashi, que irá conectar Shikoku a Honshu.
Tokushima é rica em recursos naturais, o que possibilita uma produção em larga escala de diferentes tipos de vegetais. As planícies a norte do rio Yoshino são férteis e grande parte da produção é enviada para os grandes centros do Japão, como as regiões de Kobe, Osaka e Kyoto. A produção de Tokushima sempre consegue bons preços nos mercados da região de Kansai, em especial as batatas doces de Naruto, a fruta cítrica sudachi, a raiz de lótus e os morangos.
A pouca quantidade de produtos que são vendidos a Tóquio levaram a uma relativa baixa porcentagem de lucro dos produtos de Tokushima. Para acabar com isso, o governo local lançou uma campanha para aumentar a consciência sobre os produtos da província.